# Бобруйчанка
«Бобруйчанка» (біл. Бабруйчанка)  — білоруський жіночий футбольний клуб з міста Бобруйська. Найтитулованіший клуб Білорусії. Вперше клуб виступив у другій лізі чемпіонату СРСР в 1991 році.

## Хронологія назви
- 1991—1995 — Трикотажниця
- 1996 — Белкар
- 1997—н.ч. — Бобруйчанка

## Історія
Заснований 1991 році як «Трикотажниця», під цією назвою виступав до завершення сезону 1995 року. За цей час команда виграла по одному разу чемпіонат та кубоку країни. У 1996 році виступав під назвою «Белкар», за підсумками сезону оформив перший у власній історії «золотий дубль» (виграв чемпіонат та кубок Білорусі). Починаючи з сезону 1997 року виступає під сучасною назвою, «Бобруйчанка». З моменту свого заснування вигравав 13 разів Вищу лігу Білорусі, 10 разів — Кубок Білорусі та двічі Суперкубок країни.
Завдяки значній кількості чемпіонств, «Бобруйчанка» представляла Білорусь у багатьох розіграшах жіночої Ліги чемпіонів. У сезоні 2004/05 років бобруйська команда дійшла до 1/4 фіналу Ліги чемпіонів, що є найкращим результатом клубу на міжнародній арені.

## Досягнення
Вища ліга Білорусі
- Чемпіон (13): 1994, 1996, 1997, 1998, 1999, 2000, 2001, 2002, 2003, 2004, 2010, 2011, 2012
- Срібний призер (4): 1993, 1995, 2008, 2013
- Бронзовий призер (2): 1992, 2009

 Кубок Білорусі
- Володар (10): 1995, 1996, 1997, 1998, 1999, 2000, 2001, 2002, 2003, 2008
- Фіналіст (5): 1992, 1993, 2004, 2009, 2010

 Суперкубок Білорусі
- Володар (2): 2011, 2012

## Статистика виступів у Лізі чемпіонів
| Сезон   | Раунд                 | Результат | Суперник              |
| ------- | --------------------- | --------- | --------------------- |
| 2001–02 | Груповий етап         | 4–1       | Ендрахт Альст         |
|         |                       | 1–6       | Тронхейм-Ерн          |
|         |                       | 3–1       | КР                    |
| 2002–03 | Груповий етап         | 3–2       | Брейдаблік            |
|         |                       | 6–0       | Кодру                 |
|         |                       | 0–3       | Фортуна (Йоррінг)     |
| 2003–04 | Груповий етап         | 2–3       | Аегіна                |
|         |                       | 1–0       | Гемрюкчу              |
|         |                       | 1–1       | Шверценбах            |
| 2004–05 | Кваліфікаційний раунд | 2–0       | Кодру                 |
|         |                       | 2–1       | Пярну                 |
|         |                       | 3–1       | Вікторія Шомбатель    |
|         | Груповий етап         | 0–0       | Машинац (Ниш)         |
|         |                       | 1–5       | Умео                  |
|         |                       | 4–0       | Крка                  |
|         | 1/4 фіналу            | 0–4 1–2   | Трондхейм-Ерн         |
| 2011–12 | Кваліфікаційний раунд | 7–0       | Ньютоннеббі Страйкерс |
|         |                       | 0–1       | Осієк                 |
|         |                       | 3–0       | НСА Софія             |
|         | 1/16 фіналу           | 0–4 0–6   | Арсенал               |
| 2013–14 | Кваліфікаційний раунд | 3–1       | Ада                   |
|         |                       | 1–3       | Помур'є               |
|         |                       | 0–0       | Ратибор               |